# Live at Kelvin Hall
Live at Kelvin Hall es el primer álbum en directo 1967-1968 de la banda The Kinks, lanzado en agosto de 1967 en los EUA (como The Live Kinks), y en enero de 1968 en el Reino Unido. 

## Posicionamiento
| Año                                          | Billboard | Cash Box | Record Retailer |
| -------------------------------------------- | --------- | -------- | --------------- |
| 1967                                         | #162      | #83      | #96             |
| All charts per Hinman, p. 103 and Dave Emlen |           |          |                 |

## Lista de canciones
Todas las canciones escritas por Ray Davies, excepto donde se indica
Lado uno
1. "Till the End of the Day" – 3:20
2. "A Well Respected Man"* – 2:25
3. "You're Lookin' Fine" – 3:03
4. "Sunny Afternoon" – 4:40
5. "Dandy" – 1:43

Lado dos
1. "I'm On An Island" – 2:53
2. "Come On Now" – 2:28
3. "You Really Got Me" – 2:20
4. Medley – 8:30

- "Milk Cow Blues" (J. Estes)
- "Batman Theme" (N. Hefti)
- "Tired of Waiting for You"

## Miembros
- Ray Davies: lead vocal, acoustic guitar, electric guitar, "musical arranger" (producer)
- Dave Davies: co-lead vocal on Medley, "Well Respected Man"; lead vocal on "You're Looking Fine", "Come On Now". Lead electric guitar
- Pete Quaife: bass guitar
- Mick Avory: drums
- Alan MacKenzie: chief engineer; Alan O'Duffy and Vic Maile assistants